# Pelleas

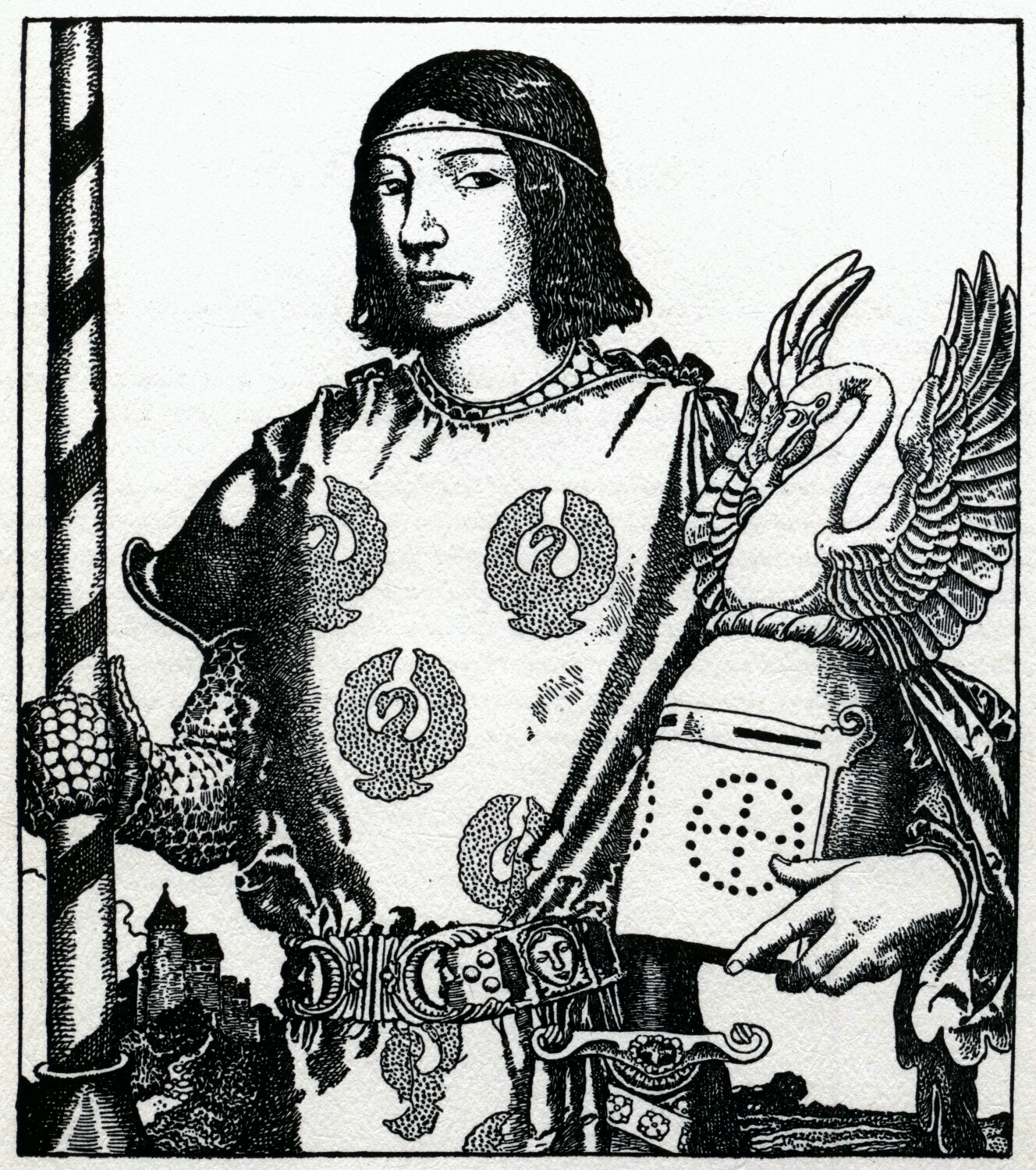
Howard Pyle: Sir Pellias der Freundliche

Pelleas (oder Pellias, [ˈpɛliəs]) ist ein Ritter der Tafelrunde in der Artuslegende. Seine Geschichte erscheint zuerst im sog. Post-Vulgate-Zyklus. Dort ist Pelleas der Sohn eines armen Vasallen, der nach der Liebe des hochwohlgeborenen Mädchens Arcade, Archade oder Lady Ettard strebt.

## Hintergrund
Obwohl er ihr in einem Turnier einen goldenen Reif gewinnt, verschmäht sie ihn, schließt sich in ihrem Schloss ein und weigert sich, ihn zu empfangen. Täglich sendet sie ihre Ritter, um ihn zu demütigen, in der Hoffnung, ihn damit zu vertreiben. Sir Gawain, Artus’ Neffe, wird Zeuge von Pelleas’ Demütigung und gelobt, ihm zu helfen, indem er in Pelleas’ Rüstung zu Arcade geht und vorgibt, ihn getötet zu haben. Wenn er ihr Vertrauen gewonnen hat, will er in Pelleas’ Namen um Arcade werben und sie zu ihm führen. Stattdessen verliebt sich Gawain selbst in Arcade und vergisst sein Versprechen an Pelleas. Als Gawain nicht mit dem Mädchen zurückkehrt, sucht Pelleas nach ihnen und findet sie zusammen im Bett. Er bringt es nicht über sich, die beiden zu töten, lässt sein blankes Schwert zwischen ihnen im Bett und kehrt nach Hause zurück, wo er das Bett nicht mehr verlassen will, bevor er vor Gram gestorben ist. Am nächsten Morgen erkennt Arcade das Schwert, und Gawain erinnert sich an sein Versprechen. Er überzeugt Arcade, Pelleas zu lieben, und führt sie zueinander. Das Paar heiratet und bekommt einen Sohn, Guivret den Jüngeren, der später einer der Ritter König Artus’ wird.
Thomas Malory überarbeitete die Geschichte im ersten Buch seines Le Morte d'Arthur. Dort verlässt Gawain das Mädchen – das in dieser Version Ettarde heißt – nach dem Vorfall mit dem Schwert. Nimue, die Herrin vom See, kommt zu Pelleas, hört seine Geschichte und verliebt sich selbst in ihn. Sie rächt sich an Ettarde durch Magie, indem sie sie verzaubert, sich ebenso stark wie er selbst in Pelleas zu verlieben. Pelleas, dessen Liebe in Hass umgeschlagen ist, verschmäht sie, und sie stirbt aus Kummer. Nimue und Pelleas heiraten, und Nimue wird Guivrets Mutter.
In Alfred Tennysons Idylls of the King wird Pelleas jung von König Artus zum Ritter geschlagen. Er liebt das Mädchen Ettarre, das sich an seiner jugendlichen Schüchternheit und seinem Stottern stört und seine Zuneigung nicht erwidert. Sie belügt ihn, um als Zeichen seiner Liebe einen goldenen Armreif zu bekommen, den er in einem Turnier gewonnen hat.  Nachdem sie den Reif und damit höheres soziales Ansehen bekommen hat, will sie allein gelassen werden. Trotz ihres Verrats kann Pelleas sie nicht vergessen. Er besiegt alle Ritter, die sie gegen ihn sendet, lässt sich aber jedes Mal gefangen nehmen, da dies die einzige Möglichkeit ist, seine wahre Liebe zu Gesicht zu bekommen. Ettarre nimmt ihm sein Pferd und schickt ihn weg; wieder und wieder kehrt er zurück. Gawain bietet an, Ettarre zu überzeugen. Er behauptet, Pelleas getötet zu haben, und verrät ihn, indem er selbst mit ihr schläft. Pelleas findet die beiden zusammen und lässt sein Schwert auf ihnen zurück, als Zeichen, dass er am Leben ist, aber auch dafür, dass er einen Ritter wie Gawain nicht im Schlaf töten kann.
Pelleas tritt als Nebenfigur an anderen Stellen in diesen Werke auf; er kämpft in Turnieren und verteidigt Guinevere gegen ihren Entführer Meleagant als einer der Ritter der Königin. Seine Geschichte blieb auch bei Schriftstellern des 19. und 20. Jahrhunderts beliebt.